# پیترو فرانچیشی
پیترو فرانچیشی (انگلیسی: Pietro Francisci؛ ۹ سپتامبر ۱۹۰۶ – ۱ مارس ۱۹۷۷) کارگردان اهل ایتالیا بود
وی کارگردان فیلم‌هایی همچون آتیلا، آنتونیوی لیسبونی و هرکول، سامسون و اولیس بوده است.